# Nude with Boots
Nude with Boots – dziewiętnasty album studyjny zespołu Melvins wydany w 2008 roku przez wytwórnie Ipecac Recordings. 

## Lista utworów
1. "The Kicking Machine" 2:44
2. "Billy Fish" 3:53
3. "Dog Island" 7:32
4. "Dies Iraea" 4:33
5. "Suicide in Progress" 4:47
6. "The Smiling Cobra" 3:43
7. "Nude with Boots" 3:36
8. "Flush" 1:07
9. "The Stupid Creep" 1:31
10. "The Savage Hippy" 3:34
11. "It Tastes Better Than the Truth" 5:20

## Twórcy
- Dale Crover - perkusja, wokal
- Buzz Osborne - wokal, gitara
- Jared Warren - gitara basowa, wokal
- Coady Willis - perkusja, wokal
- Toshi Kasai - nagrywanie, miksowanie
- John Golden - mastering
- Mackie Osborne - opracowanie graficzne
- Tom Hazelmyer - gitara, wokal nagrywanie w "The Savage Hippy"